# ピエール・ミシュロ
ピエール・ミシュロ（Pierre Michelot、1928年3月3日 - 2005年7月3日）は、フランスのジャズ・ダブルベース奏者、編曲家。

## 略歴

### 生い立ち
ミシュロは、1928年3月3日にパリのセーヌ＝サン＝ドニ県サン＝ドニで生まれた。1936年から1938年までピアノを習い、16歳でベースに転向した。

### 半生とキャリア
彼はパリを訪れたアメリカ人ミュージシャンたちと演奏し、録音を行った。彼は「レックス・スチュワートと共演（1948年）し、パリのフリスコズでケニー・クラークと共演（1949年夏）、コールマン・ホーキンスと同行するバンドにクラークと参加（1949年から1950年冬まで）、一緒に録音を行った。1949年には、クラークとシドニー・ベシェ率いる暫定的なバンドでもレコーディングを行った」。
そのキャリアを通じて、彼はジャンゴ・ラインハルト、ステファン・グラッペリ、ドン・バイアス、セロニアス・モンク、レスター・ヤング、デクスター・ゴードン、スタン・ゲッツ、バド・パウエル、ズート・シムズ、ディジー・ガレスピー、チェット・ベイカーと共演した。
マイルス・デイヴィスと共に、彼は1957年の『死刑台のエレベーター』のサウンドトラックを担当した。また、1959年のアルバム『プレイ・バッハ』シリーズで知られるジャック・ルーシェ・トリオのメンバーを務めている。1960年代初頭からの20年間は、編曲とスタジオでの仕事に集中した。1986年、映画『ラウンド・ミッドナイト』に出演。晩年は、アルツハイマー病に苦しんだ。2005年7月3日、パリでアルツハイマー病により亡くなった。

## ディスコグラフィ

### リーダー・アルバム
- 『ジャズ・アット・ザ・ブルーノート』 - Jazz at the Blue Note (1961年、Fontana) ※with モーリス・ヴァンデール、ケニー・クラーク
- 『ラウンド・アバウト・ベース』 - Round About A Bass (1963年、Mercury)
- Piano for Dance (1968年、Musidisc) ※with スティーヴ・アンダーソン、ケニー・クラーク
- Al in Paris (1979年、Musica) ※with アル・ヘイグ
- Live Au Dreher (1981年、Night and Day) ※with ウォルター・デイヴィス、ケニー・クラーク
- Vander Michelot Lubat (1985年、Owl) ※with モーリス・ヴァンデール、ベルナール・リュバット
- 『ベース・アンド・ボッセス』 - Bass & Bosses (1990年、EmArcy)
- Viaggio (1993年、Dreyfus) ※with リシャール・ガリアーノ
- Nougaro Sans Paroles (2000年、Sergeant Major) ※with モーリス・ヴァンデール、ベルナール・リュバット

With ダニエル・ユメール & ルネ・ユルトルジェ
- Hum! (1960年、Vega)
- Urtreger Michelot Humair (1979年、Carlyne Music)
- 『ライヴ・アット・クラブ・サンジェルマン・デ・プレ&トゥー・ラジオ・ブロードキャスツ』 - Hum!: Live at Club Saint-Germain-Des-Pres & Two Radio Broadcasts (2018年、Fresh Sound) ※ハム!名義

With ジャック・ルーシェ & クリスチャン・ギャロ
- 『プレイ・バッハ Vol.1』 - Play Bach No. 1 (1959年、Decca)
- 『プレイ・バッハ Vol.2』 - Play Bach No. 2 (1960年、Decca)
- 『プレイ・バッハ Vol.3』 - Play Bach No. 3 (1962年、Decca)
- Play Bach No. 4 (1963年、Decca)
- Concert in Jazz: Play Bach (1965年、Decca)
- 『プレイ・バッハ、ライヴ・アット・シャンゼリゼ』 - Play Bach Aux Champs Elysees (1965年、Decca)
- Play Bach Aux Champs Elysees No. 2 (1965年、Decca)
- Play Bach No. 5 (1968年、Decca)
- Play Bach & Vol. 1 Portrait of Jacques Loussier (1965年、London)
- Play Bach No. 2 Portrait of Jacques Loussier (1965年、London)

### 参加アルバム
クロード・ボリング
- French Jazz (1956年、Bally)
- Les Succes de Duke Ellington (1956年、Le Club Francais Du Disque)
- Les Succes de La Nouvelle Orleans (1958年、Le Club Francais Du Disque)

クリフォード・ブラウン
- Clifford Brown Quartet (1954年、Vogue)
- "Blue and Brown" / "I Can Dream Can't I" (1955年、Vogue) ※シングル
- The Clifford Brown Big Band in Paris (1970年、Prestige)
- The Clifford Brown Quartet in Paris (1970年、Prestige)
- The Clifford Brown Sextet in Paris (1970年、Prestige)
- Clifford Brown in Paris (1972年、Prestige)

シドニー・ベシェ
- Sidney Bechet Martial Solal (1957年、Swing)
- 1949 (1972年、Barclay)
- Spirits of New Orleans (1993年、Vogue)
- Sidney Bechet et Claude Luter (2000年、Gitanes Jazz/Universal/EmArcy)

ドン・バイアス
- Favorites (1952年、Seeco)
- 『ジス・イズ…』 - This Is...Don Byas (1953年、Vogue Productions)
- Memorial (1973年、Vogue)
- 『ドン・バイアス』 - Don Byas (1980年、Inner City)
- Yesterdays (1989年、Moon)
- Lover Man (1993年、Vogue)

マイルス・デイヴィス
- 『死刑台のエレベーター』 - Ascenseur pour l'échafaud (1958年、Fontana)
- Jazz Sur L'ecran (1959年、Fontana)
- Jazz Track (1959年、Columbia)
- Jazz On the Screen (1965年、Fontana)
- The Complete Amsterdam Concert (1984年、Celluloid)

フランス・ギャル
- N'Ecoute Pas Les Idoles (1964年、Philips)
- Laisse Tomber Les Filles (1964年、Philips)
- 『夢見るシャンソン人形』 - Poupee De Cire Poupee De Son (1965年、Philips)
- L'Amerique (1965年、Philips)
- 『ベイビー・ポップ』 - Baby Pop (1966年、Philips)
- Les Sucettes (1966年、Philips)

セルジュ・ゲンスブール
- Bande Originale Du Film L'eau A La Bouche (1960年、Philips)
- Romantique 60 (1960年、Philips)
- 『ゲンスブール・パーカッション』 - Gainsbourg Percussions (1964年、Philips)
- No. 2 (2001年、Hallmark)
- 『第1面のシャンソン』 - Du Chant A La Une!... (2001年、Philips/Mercury/Universal) ※再発盤ボーナストラックのみ

スタン・ゲッツ
- 『ウィズ・ヨーロピアン・フレンズ』 - With European Friends (1985年、LRC)
- In Paris 1958–1959 (1987年、Royal)
- Pennies from Heaven (1990年、Eclipse)
- Sweetie Pie (1992年、Philology)
- 1959 (2018年、Fremeaux)

ディジー・ガレスピー
- Dizzy Gillespie Play & Sing in Paris (1952年、Vogue)
- Plays in Paris (1953年、Vogue)
- "Sweet Lorraine" / "Dizzy Does It" (1954年、Jazz Selection) ※シングル
- Jazz from Paris: Dizzy and Django (1957年、Verve)
- Dizzy (1960年、Vogue)
- 『ディジー・ガレスピー&ザ・ダブル・シックス・オブ・パリ』 - Dizzy Gillespie + The Double Six of Paris (1963年、Philips)
- 『ハヴィン・ア・グッド・タイム・イン・パリ』 - Havin' a Good Time in Paris Vol. 1 (1979年、Jazz Legacy)
- Europa Jazz (1981年)

デクスター・ゴードン
- 『アワ・マン・イン・パリ』 - Our Man in Paris (1963年、Blue Note)
- 『ジ・アザー・サイド・オブ・ラウンド・ミッドナイト』 - The Other Side of Round Midnight (1986年、Blue Note)
- Ballads (1991年、Blue Note)

コールマン・ホーキンス
- Bean and the Boys (1970年、Prestige)
- Picasso (1929-1949) (1992年、Giants of Jazz)
- Lausanne 1949 (1999年、TCB)
- Dear Old Southland (2005年、Membran)

アンドレ・オデール
- 『サントロペ・ブルース(ジャズ・エ・ジャズ)』 - Jazz et Jazz (1960年、Fontana)
- Saint-Tropez Blues (1960年、Fontana)
- Anna Livia Plurabelle (1966年、Philips)

ジャック・ルーシェ・アンド・ロイヤル・フィルハーモニック・オーケストラ
- 『ブランデンブルク協奏曲第2番/エチュード』 - Bach Brandenburg Concerto No. 2 Etude Pour Trio (1972年、Decca)
- 『ブランデンブルク協奏曲第5番/G線上のアリア/前奏曲ハ短調』 - Bach's Brandenburg Concerto No. 5 (1969年、Decca)
- Play Bach Fur Den Kenner Brandenburgisches Konzert Nr. 5 (1970年、Decca)

クロード・ヌガロ
- No. 2 (1963年、Philips)
- Bleu Blanc Blues (1985年、Barclay)
- Sur Scene Olympia 85 (1986年、Barclay)
- Nougayork (1987年、WEA)
- Octobre 1985 Concert Integral (2016年、Mercury)

バド・パウエル
- 『バド・パウエル&ラッキー・トンプソン』 - Memorial Oscar Pettiford (1960年、Vogue)
- 『ポートレート・オブ・セロニアス』 - A Portrait of Thelonious (1965年、Columbia)
- 『パリ1961』 - Blue Note Cafe Paris 1961 (1968年、ESP Disk)
- 『バド・イン・パリ』 - Bud in Paris (1979年、EPM Musique/Xanadu)
- 『キャノンボールに捧ぐ』 - A Tribute to Cannonball (1979年、Columbia) ※with ドン・バイアス
- Bud Powell Vol. 2 (1983年、Jazz Reactivation)

サミー・プライス
- U.S.I.S Blues & Hot Club Boogie (1956年、Ducretet Thomson)
- Sammy Price Avec Lucky Thompson (1957年、Polydor)
- 1956 Boogie-Woogie A La Parisienne (2002年、Pathe Marconi)

ステファン・グラッペリ
- Stephane Grappelly et Son Quartette (1957年、Barclay)
- 『ティー・フォー・トゥー』 - Tea for Two (1978年、EMI) ※with ユーディ・メニューイン
- 『トップ・ハット』 - Top Hat (1981年、Angel)
- Menuhin & Grappelli Play Jealousy & Other Great Standards (1988年、EMI) ※with ユーディ・メニューイン
- Stephane Grappelli (1991年、Gitanes Jazz/Verve)
- Improvisations (2000年、EmArcy)

ジャンゴ・ラインハルト
- The Great Artistry of Django Reinhardt (1953年、Clef)
- Jazz from Paris (1954年、Clef)
- Django Reinhardt (1961年、Decca)
- Memorial (1966年、Vogue)
- Django Reinhardt et Son Quintette (1966年、Decca)
- Coffret Souvenir - 1910-1953 (1969年、Vogue)
- Bruxelles 21 Mai 1947 Paris 11 Mai 1951 Vol. 6 (1973年、Decca)
- Django Reinhardt Au Club St-Germain-Des-Pres (1983年、Nec Plus Ultra)
- Inedits Vol. 2 (1984年、Nec Plus Ultra)
- Nuages (2002年、Gitanes Jazz)
- 『ジャンゴロジー』 - Djangology (2013年、Cleopatra)

ズート・シムズ
- "Night and Day" / "Slingin' Hasch" (1950年、Vogue) ※シングル
- Zoot Sims Quartet (1951年、Discovery)
- 『ズート・シムズ・セクステット』 - Zoot Sims Goes to Town (1973年、Vogue)
- 『ブラザー・イン・スウィング』 - Brother in Swing (1979年、Inner City)
- Zoot Sims & Frank Rosolino (1986年、Vogue)
- Zoot Sims in Paris (1995年、Vogue)

その他
- キャット・アンダーソン : Old Folks (1980年、All Life)
- マルセル・アゾーラ : L'Accordeoniste: Hommage a Edith Piaf (1994年、Verve)
- エレク・バクシク : The Electric Guitar of The Eclectic Elek Bacsik (1962年、Fontana)
- チェット・ベイカー : Europa Jazz (1981年、Europa Jazz)
- チェット・ベイカー : 『ライヴ・アット・パリ・フェスティヴァル』 - Chet Baker, Rene Urtreger, Aldo Romano, Pierre Michelot (1989年、Carlyne)
- ミッキー・ベイカー : Bossa Nova En Direct Du Bresil (1962年、Versailles)
- アート・ブレイキー & マイルス・デイヴィス : Back to Back (1966年、Fontana)
- ジェリ・ブラウン : April in Paris (1996年、Justin Time)
- ゲイリー・バートン : Live in Cannes (1995年、Jazz World)
- カナディアン・ブラス : Swingtime! (1995年、RCA Victor)
- ベニー・カーター : Take the A Train (1997年、Fresh Sound)
- クリスチャン・シュバリエ : Formidable (1956年、Columbia)
- ケニー・クラーク : 『ケニー・クラーク・セクステット・プレイズ・アンドレ・オデール』 - Plays Andre Hodeir (1956年、Philips)
- バック・クレイトン : Singing Trumpets (1957年、Jazztone)
- ソニー・クリス : Mr Blues Pour Flirter (1963年、Brunswick)
- サッシャ・ディステル : Jazz D'aujourd'hui (1956年、Versailles)
- ダブル・シックス : 『ダブル・シックス・オブ・パリ』 - Meet Quincy Jones (1960年、Columbia)
- ダブル・シックス : Les Double Six (1962年、Columbia)
- クリスチャン・エスクーデ : Plays Django Reinhardt (1991年、Gitanes Jazz)
- サンソン・フランソワ : L' Edition Integrale (2010年、EMI)
- バド・フリーマン : Satin Doll (1980年、All Life)
- リシャール・ガリアーノ : New Musette (1991年、Label Bleu)
- リシャール・ガリアーノ : Viaggio (1993年、Dreyfus)
- ベニー・ゴルソン : Blues March (1960年、Columbia)
- ベニー・ゴルソン : 『ベニー・ゴルソン&ザ・フィラデルフィアンズ』 - Benny Golson & the Philadelphians (1998年、Blue Note)
- デクスター・ゴードン : Our Man in Paris (1963年、Blue Note)
- ジョニー・グリフィン : Johnny Griffin & Steve Grossman Quintet (2001年、Dreyfus)
- ジジ・グライス : 『ジジ・グライス・アンド・ヒズ・オーケストラ』 - Jazztime Paris Vol. 1 (1954年、Blue Note)
- ジジ・グライス : Jazz Time Paris Vol. 2 (1954年、Vogue)
- ロジェ・ゲラン : 『ベニー・ゴルソン』 - Roger Guerin Benny Golson (1959年、Columbia)
- ハービー・ハンコック : 『ラウンド・ミッドナイト オリジナル・サウンドトラック』 - Round Midnight (1986年、Columbia)
- ハンプトン・ホーズ & マーシャル・ソラール : 『キー・フォー・トゥ』 - Key for Two (1979年、BYG)
- ボビー・ジャスパー : 『ボビー・ジャスパー&ヒズ・モダン・ジャズVol.1』 - New Jazz Vol. 1 (1954年、Swing)
- ボビー・ジャスパー : 『ボビー・ジャスパー&ヒズ・モダン・ジャズVol.2』 - New Jazz Vol. 2 (1955年、Swing)
- ギィ・ラフィット : 『ニース・ジャズ1978』 - Nice Jazz 1978 (2017年、Black and Blue)
- ベルナール・ラヴィリエ : Voleur de Feu (Barclay, 1986年、)
- ルー・レヴィ : Ya Know (1993年、Gitanes Jazz)
- メズ・メズロウ : Swingin' with Mezz (1962年、Vogue)
- ジョルジュ・ムスタキ : 『サラ/ムスタキIV』 - Moustaki (1986年、Blue Silver)
- ジョン・ルイス & サッシャ・ディステル : 『アフタヌーン・イン・パリ』 - Afternoon in Paris (1957年、Versailles)
- ジョン・ルイス : 『ミッドナイト・イン・パリ』 - Midnight in Paris (1988年、EmArcy)
- コレット・マニー : Melocoton (1963年、CBS)
- エディ・ミッチエル : Paris (1986年、RCA)
- ジェイムス・ムーディ : 『ムーディ・ウィズ・ストリングス』 - James Moody with Strings (1952年、Blue Note)
- ベルナール・ペイフェ : Jazz (1954年、Blue Star)
- ベルナール・ペイフェ : La Vie en Rose (2001年、Gitanes Jazz)
- ジミー・レイニー : 『ヒアーズ・ザット・レイニー・デイ』 - Here's That Raney Day (1980年、Ahead)
- アンリ・ルノー : 『アンリ・ルノー&ヒズ・トリオ』 - Henri Renaud et Son Trio (1997年、Vogue)
- アンリ・サルヴァドール : Salvador Plays the Blues (1956年、Fontana)
- アンリ・サルヴァドール : Zorro Est Arrive & Avec La Bouche (1964年、Rigolo)
- フィリップ・サルド : Beau Pere (1981年、General Music France)
- ラロ・シフリン : Film Classics (1998年、Aleph)
- ラロ・シフリン : The Bossa Nova & Latin Albums (2015年、Malanga Music)
- ブラザー・ジョン・セラーズ : Blues and Spirituals (1957年、Columbia) ※EP
- マーシャル・ソラール : 『マーシャル・ソラール・トリオI』 - Modern Sounds: France (1954年、Contemporary)
- スウィングル・シンガーズ : Jazz Sebastien Bach No. 1 (1963年、Philips)
- トゥーツ・シールマンス : Toots Thielemans (1991年、Verve)
- ラッキー・トンプソン : 『ラッキー・スタンダーズ』 - Lucky Thompson (1957年、Dawn)
- ジョン・ウィリアムズ : Negro Spirituals (1964年、Polydor)
- ガブリエル・ヤレド : La Scarlatine (1983年、Cine Music)
- レスター・ヤング : Prez in Europe (2002年、HighNote)